# Halštatska kultura
U središnjoj Europi, željezno doba je podijeljeno u dvije faze u kojima dominiraju Kelti: rana željezna halštatska kultura (HaC i D, 800. – 450. pr. Kr.) i kasna željezna latenska kultura (prema mjestu u Švicarskoj, La Tène) koja traje od 450. pr,. Kr. do rimskih osvajanja.
Do 6. st. pr. Kr. halštatska kultura se prostirala na oko 1000 km, od pokrajina Champagne-Ardenne na zapadu, kroz gornje Porajne do gornje dunavske oblasti, sve do bečke doline i donje dunavske oblasti na istoku; te od Majne, Češke i Malih Karpata na sjeveru do švicarskog platoa, Salzkammerguta i donje Štajerske na jugu. 
Naziv je dobila prema najvećem nalazištu u mjestu Hallstattu na obali jezera u pokrajini Salzkammergut u Austriji, južno od Salzburga. Ova kultura se često smatra proto-keltskom ili keltskom, te proto-ilirskom zapadnih Ilira.

## Povijest
Oko 1000. pr. Kr. plemena brončane kulture žarnih polja počela širiti u susjedna područja uzduž glavnih riječnih tokova. Četiri njihove grane razvile su se u znamenite skupine povijesnih naroda: Kelti na zapadu, Slaveni na sjeveroistoku, Italci na jugu i Iliri na jugoistoku. Izvan tog prstena, na sjeveru živjeli su rani Germani i Baltički narodi na obalama Baltičkog mora, dok su se na jugoistoku nalazili Tračani, Dačani i Grci.
Prvo tisućljeće pr. Kr. bilo je svjedokom velikog povećanja stanovništva Europe sjeverno od Alpa. Mnoge znatne površine zemlje po prvi put su se otvorile za poljoprivredna naselja, a lokalna širenja potaknula su seobe stanovništva u rubna područja. Kao posljedica tih promjena pojavljuje je se kompleksniji politički sustav očitujući se nizom zemljanih ili kamenih utvrda na bregovima (citadela) diljem cijele Europe.
Keltsko željezno doba dijeli se na dvije faze koje nose imena nalazišta u Hallstattu u Austriji i La Tèna u Švicarskoj. Tijekom halštatske faze, u 1. tisućljeću pr. Kr., keltsko se područje veoma proširilo na račun susjeda, baš kada su germanska plemena preplavila ogromna područja zapadne Europe. Posebno su velika područja današnje Francuske pripojena svijetu keltskog jezika. U isto vrijeme počele su se zbivati velike promjene među Keltima zbog sve većeg doticaja s narodima mediteranskog kulturnog kruga, npr. preko grčke kolonije Massilije koja je osnovana 600. pr. Kr. Značenje trgovačkih odnosa Grka i njihovih barbarskih susjeda donekle dočaravaju nalazi iz veličanstvene grobnice neke keltske princeze u Vixu blizu grada Chatillon-sur-Senine s golemom ukrašenom brončanom zdjelom italske izradbe i drugim komadima uvezenog nakita. Ti prvi keltski aristokrati živjeli su u utvrdama na brdima kao što je Heuneburg na gornjem Dunavu, koje je, djelomično projektirao neki mediteranski graditelj, a članovi njihovih obitelji pokapali su se s cijelim kolima da bi mogli sa sobom ponijeti svu svoju imovinu. Taj se običaj poštovao u cijelom keltskom svijetu, od Vixa do Lovosica u Češkoj.

## Unutarnje poveznice
- Željezno doba
- Umjetnost metalnog doba
- Hrvatski povijesni prostor u starijem željeznom dobu

## Vanjske poveznice

### Sestrinski projekti
|  | Zajednički poslužitelj ima još gradiva o temi halštatska kultura |

### Mrežna mjesta
- Austria-Forum / AEIOU: »Hallstattkultur« (njem.)
- Historisches Lexikon der Schweiz – Biljana Schmid-Sikimić: »Hallstattzeit« (njem.)
- Landschaftsmuseum.de / Archäologisches Lexikon: »Ältere Eisenzeit: Hallstattzeit« (njem.)